# 잰 스털링
잰 스털링(영어: Jan Sterling 또는 Jane Sterling Adriance, 1921년 2월 15일 ~ 2004년 3월 26일)은 미국의 배우이다.

## 출연 작품

### 영화
- 《케이지드》
- 《미스테리 스트리트》
- 《빅 카니발》 - 로라인 미노사 역(주연)
- 《루버브》 - 폴리 시클스 역(주연)
- 《교배 기간》 - 벳시 도날드슨 역
- 《하이 앤 마이티》 - 샐리 맥키 역
- 《권총을 가진 남자》 - 넬리 베인 역(주연)
- 《하더 데이 폴》
- 《1984》 - 줄리아 역(주연)
- 《10월의 첫 월요일》